# 痴人の愛
『痴人の愛』（ちじんのあい）は、谷崎潤一郎の長編小説。ごく一般的なサラリーマンで君子と呼ばれる真面目な男が、カフェーの女給であった15歳のナオミと出会い、自分の妻にする。しかしナオミはやがて男が予想もしなかった女性へと変貌を遂げていく。小悪魔的な女の奔放な行動を描いた代表作で、「ナオミズム」という言葉を生み出した。ナオミのモデルは、当時谷崎の妻であった千代の妹・小林せい子であるとされている。谷崎は連載再開の断り書きで、この小説を「一種の『私小説』であつて」としている。
1924年（大正13年）3月20日から6月14日まで『大阪朝日新聞』に連載し、いったん中断後に雑誌『女性』11月号から翌1925年（大正13年）7月号まで掲載された。単行本は同年7月に改造社より刊行された。

## あらすじ
主人公・河合譲治による、7年前（足かけ8年前）から約5年間の回顧として書かれている。1924年（大正13年）の連載開始を基準とすると、1917年（大正6年）から1922年（大正11年）までとなる。譲治とナオミの年齢（数え年）は、物語開始時点で28歳と15歳、実質的な終幕となる最終章1つ手前で32歳と19歳、エピローグ的に語られる最終章で36歳と23歳である。
河合譲治は独身の電気技師である。質素で凡庸で、何の不平も不満もなく日々の仕事を勤めていて、真面目すぎるが故に会社では「君子」といわれていたほどの模範的なサラリーマンであった。それに宇都宮生まれの田舎者で、人付き合いも悪く、その歳になるまで異性と交際した経験は一度もなかった。一応の財産もあり、醜い顔立ちでもなかった譲治がこの歳まで結婚しなかったのは、彼に結婚に対する夢があったからだ。それはまだ世の中を何も知らない年頃の娘を手元に引き取って、妻としてはずかしくないほどの教育と作法を身につけさせてやり、いい時期におたがいが好きあっていたら夫婦になる、という形式のものであった。
不思議な運命の巡り会わせで、彼は浅草のカフェーでナオミ（正確には「奈緒美」だが作中では基本的に片仮名表記）という美少女に出会う。ナオミは混血児のような美しい容貌であったが、その頃は無口で沈んだところのある、あまり血色もよくない娘であった。ナオミを気に入った彼は彼女を引き取り、大森に洋館を借りて2人暮らしを始める。
「友達のやうに」暮らそう、というのが最初の申し合わせだったので、2人はママゴト遊びのような生活を送る。寝室も別であった。稽古事をすることを約束させ、ゆくゆくはどこへ出ても恥ずかしくないレディーに仕立てたいと彼は計画していた。ところが彼の期待は次第に裏切られていった。彼が、頭も行儀も悪く、浪費家で飽きっぽいナオミの欠点を正そうとすると、ナオミは泣いたりすねたりして、結局のところは最後には彼のほうが謝ることになるのである。
そんなある日、彼が早く家に帰ってみると、玄関の前でナオミが若い男と立ち話をしているのにぶつかった。嫉妬の情にかられた彼はナオミに問いただすが否定される。しかし、ナオミが他にも何人もの男とねんごろなつきあいをしていることに気付き、本当に怒った彼はその男達との一切の付き合いを禁じ、ナオミを外出させないようにした。いったんナオミはおとなしくなったものの、また熊谷という男と密会していることが分かり、彼はとうとうナオミを追い出してしまう。
追い出してしまったものの、彼はナオミが恋しくて仕方がなくなる。無一文で出て行ったナオミを彼は心配でいてもたってもいられなくなったので、手を尽くして探してみると、ダンスホールで知り合った男性の家にとまり、豪華な服装をして遊び歩いていることを知る。これには彼もあきれ果ててしまった。
ナオミのことを忘れようとしている彼のところへ、ある日ふらっとナオミが現れた。荷物がまだ全部彼の家にあるので、それを取りに来たのだという。ナオミはそんなふうにして、ちょいちょい家にやってくるようになった。品物を取りに寄るというのが口実だが、なんとなくぐずぐずいる。日が経つにつれて、ナオミはますます美しくなってくる。あれほど欺かれていながらも、彼はナオミの肉体的な魅力には抵抗が出来ない。ナオミも自分の魅力が彼に与える力を充分に知っていて、次第に彼を虜にしてゆく。ついに彼はナオミに全面降伏をする。
会社を辞め、田舎の財産を売った金で横浜にナオミの希望通りの家を買い、2人は暮らすようになる。もう彼はナオミのすることに何も反対をしない。彼は、限りなく美しさがましてゆくナオミが、外国の男たちとの交際を重ねる横で、なおかつ夫として生きていく。

## 映画
この作品は数回映画化されている｡

### 1949年
大映製作・配給、89分、モノクロ。
スタッフ
- 監督 - 木村恵吾
- 脚本 - 木村恵吾・八田尚之
- 企画 - 清水龍之介
- 撮影 - 竹村康和
- 音楽 - 飯田三郎
- 美術 - 上里義三
- 録音 - 中村敏夫[7][8]
- 照明 - 加藤庄之丞[7][8]

キャスト
- 河合譲治 - 宇野重吉
- ナオミ - 京マチ子
- 熊谷 - 森雅之
- 浜田 - 島崎溌
- 関 - 三井弘次
- 中村 - 上田寛
- 初子 - 奈良岡朋子
- 田川[8][9] - 菅井一郎[7]
- 杉本[8][9] - 近衛敏明[7]
- 吉岡[8][9] - 清水将夫[7]
- るみ子[8][9] - 北河内妙子[7]

### 1960年
大映製作・配給、88分、カラー。
スタッフ
- 監督・脚本 - 木村恵吾
- 製作 - 武田一義
- 企画 - 久保寺生郎
- 撮影 - 石田博
- 音楽 - 松井八郎
- 美術 - 柴田篤二

キャスト
- 河合譲治 - 船越英二
- ナオミ - 叶順子
- 熊谷正雄 - 田宮二郎
- 浜田裕太郎 - 川崎敬三
- 関龍三 - 石井竜一
- 中村三郎 - 大川修

熊谷の名が、原作の「政太郎」から変更されている。

### 1967年
大映製作・配給、1967年、92分、カラー。
時代設定が現代（公開当時）に、ナオミの年齢が高めに変更されている。譲治とナオミが出会ったのは1966年で、そのときのナオミは18歳。物語開始時点ですでに譲治とナオミは同棲しており、そのときの譲治は31歳。（いずれもおそらく満年齢なので原作との比較には注意）
譲治が撮ったナオミのヌード写真が象徴的なアイテムとして多用される。
スタッフ
- 監督 - 増村保造
- 脚本 - 池田一朗
- 企画 - 久保寺生郎
- 撮影 - 小林節雄
- 音楽 - 山本直純
- 美術 - 間野重雄[10][11][12]
- 録音 - 渡辺利一[10][11]
- 照明 - 柴田恒吉[10][11]
- 助監督 - 岡崎明[10][12]

キャスト
- 河合譲治 - 小沢昭一
- ナオミ - 安田道代
- 浜田伸夫 - 田村正和
- 熊谷政太郎 - 倉石功
- 澄江 - 村瀬幸子
- 阿部マリエ - 紺野ユカ
- 阿部正子 - 清川玉枝
- 加山良平 - 三夏伸
- 花村医師 - 内田朝雄
- 花村保子 - 穂高のり子
- 波川課長[11][12] - 早川雄三[10]
- 同僚A[11][12] - 渡辺鉄弥[10]

### 2024年
時代設定が現代となり、プロデビューできずにいる脚本家志望の河合譲治が、谷崎潤一郎の「痴人の愛」を原作とする映画の脚本を引き受け、またバーで出会ったナオミとの関係を描く。
スタッフ
- 監督 - 井土紀州[13]
- 脚本 - 小谷香織[13]
- 音楽 - 高橋宏治[14]
- 企画 - 利倉亮[14]、郷龍二[14]
- プロデューサー - 江尻健司[14]
- アシスタントプロデューサー - 竹内宏子[14]
- 撮影 - 田宮健彦[14]
- 録音 - 大塚学[14]
- 美術 - 中谷暢宏[14]
- 編集 - 桐畑寛[14]
- 助監督 - 小泉剛[14]
- 制作 - 福島隆弘[14]、洲鎌恒男[14]
- ヘアメイク - 藤澤真央[14]
- スタイリスト - 高地郁美[14]
- 現場衣装 - 藤田賢美[14]
- スチール - 石井勇気[14]
- 整音 - 山田幸治[14]
- キャスティング協力 - 関根浩一[14]
- 営業統括 - 堤亜希彦[14]
- 配給 - マグネタイズ[14]
- 宣伝 - Cinemago

キャスト
- 河合譲治 - 大西信満[13]
- ナオミ - 奈月セナ[13]
- 島村麻由子 - 土居志央梨[14]
- 熊谷直樹 - 佐藤峻輔[15]
- 浜田優斗 - 柴山葉平[16]
- 河合の元嫁 - 中島ひろ子
- バーのママ - 芳本美代子[14]
- 椿 - 村田雄浩[17]
- 映画プロデューサー - 川瀬陽太[14]
- 映画の中の譲治 - 吉岡睦雄[14]
- 通りがかりの中年女性 - 丸純子[14]（友情出演[17]）
- 彩 - たなかさと[17]
- 大久保雛[17]、中嶌駿介[17]、佐藤真澄[17]、詩歩[17]、華岡凛[17]

### 派生作品
『谷崎潤一郎・原作「痴人の愛」より ナオミ』（東映、1980年）104分、カラー。
「痴人の愛」四度目の映画化。
封切時のタイトルは、単に『ナオミ』。更に『「痴人の愛」より ナオミ』と3種類のタイトルが混在している。
「痴人の愛」をベースに、時代背景を現代にうつし、女豹のように狡猾で淫蕩なヒロイン“ナオミ”の愛と性と享楽を現代の新しい女性像として大胆に描いた。

#### スタッフ
- 監督 - 高林陽一
- 脚本 - 高林陽一・今戸栄一
- 企画 - 高林陽一
- 撮影 - 高村倉太郎
- 照明 - 山田和夫
- 音楽 - シルクロード
- 美術 - 野尻均

#### キャスト
- 河合譲治 - 斉藤真
- ナオミ - 水原ゆう紀
- 長谷 - 平泉征

#### 製作
1979年夏、東映セントラルフィルムより高林陽一に発注があり、高林が過去作品をよく知る高村倉太郎にカメラを要請した。当初は一般的な劇場用35mmビスタサイズを構想していたが、東映から「予算面の問題があり、現在（当時）東映東京撮影所で16mmイーストマン・カラーのブロー・アップで『暴力戦士』を撮影中で、東映化工で処理している。同じように16mmブロー・アップで、東映化工で現像して欲しい」といわれた。自主映画出身の高林は16mmには勿論手慣れてはいるものの、ブロー・アップを不安がった。東映化工と打ち合わせを念入りに重ね、ブロー・アップだとライト不足のフラットな画面は禁物で、照明も高い技術が要求された。
水原ゆう紀は小説を中学3年から愛読しており、高林陽一監督から「主役だけど脱ぐぞ。やるか？」とオファーがあり、「1日だけ待って下さい」と告げ出演を承諾した。自身で淫蕩なヒロイン“ナオミ”に似ている部分もあると話している。
1979年9月1日クランクイン。撮影所は使わず、基本オールロケで撮影。ナオミの家は当時空き家になっていた麻布鳥居坂の駐日フィリピン大使館の建物。部屋を色々飾り替え室内シーンの大半はここで撮影された。その他、東京都内ロケは成城、六本木。他に神奈川県鎌倉市。9月12日クランクアップ。1日休みを取ったため実働12日。しかしその後の仕上げ、ブロー・アップ作業には長い期間を要した。

#### キャッチコピー
ファッショナブルにゆらめいて、ナオミいま、エクスタシー。

#### 興行
東映本番線は同時期、春の東映まんがまつり。「ファッショナブルロードショー」と銘打ち、新宿東映ホール、有楽シネマ、千葉東映パラス、大阪梅田東映ホールなど、全国8館での上映。公開に合わせ、水原ゆう紀の過去作品一挙上映等のキャンペーンが行われた。

#### 評価
辛口採点の多い『シティロード』封切時の映画批評。軒並み★の最低評価（★★★★★…ぜったいに見る価値あり! ★★★★…かなり面白かったです ★★★…見て損はないと思うよ ★★…面白さは個人の発見だから ★…どういうふうに見るかだね）。（原文ママ）おすぎ「現時点で試写が見れないのです。かなり出来が悪いとの噂がチラホラ」。高林監督とは「フィルム・アンデパンダン」仲間の金坂健二「『地獄の黙示録』と逆の意味で、もう8ミリなんだよなあ。だいいち脚本段階で、どうしてこれがOKになるのか。ナオミ役はなり手がいない。いっそのこと沢たまき? それともあき竹城にする?」（★）。北川れい子「ホテルのプールサイドのパーティ・シーンに、上半身裸の少年たちが松明を持ってずっと立っていたが、あれは何?その趣味の悪いこと、思わず吐き気がしてきた。アンティックな雰囲気は狙いと思うが、もったいつけた演出と、そらぞらしい登場人物は博物館並みで、アーッ、永遠のヒロイン、ナオミよ、さようならー」（★）。後藤和夫「面白くなかった。全てよくない。あえていうといい加減のような気さえした。悔しくて情けない気分になった。東映セントラルで高林陽一が撮るということは、僕にとって別の意味で関心があつた。だが官能も発見できなかったし、ファッショナブルな感覚に酔うこともなかった。個人作家の視点も見つけられず、何だかいやーな感じだけが残った（★）。
本作は、宮尾登美子、渡辺淳一原作を柱とする東映の80年代"女優＋文芸＝大作路線"に於いて、1980年9月6日公開の『四季・奈津子』とともに、その嚆矢と位置付けられている。